# 팁주는 여자
"팁주는 여자"는 한국에서 제작된 김주희 감독의 1991년 영화이다. 최윤석 등이 주연으로 출연하였고 윤우식 등이 제작에 참여하였다.

## 출연

### 주연
- 최윤석
- 박양희

## 기타
- 조명: 정일만
- 미술: 김유준